# Bibi Rödöö
Birthe Christina Rödöö, känd som Bibi Rödöö, född 5 september 1960 i Stockholm, är en svensk journalist och radioproducent.

## Biografi
Efter studier på Handelshögskolan tog Rödöö examen på Journalisthögskolan i Stockholm 1985. Rödöö var en av programledarna inför starten av TV4 och har sedan 1985 arbetat på Sveriges Radio. Först som reporter på Nyhetsmorgon och Radio Stockholm, sen reporter och rikskorrespondent på Dagens Eko. Därefter producent på Förmiddag i P1, Kanalen, Studio Ett, och chef och programledare för Klarspråk. Under  åtta år producent och överdomare i På minuten. Programchef för Sommar i P1 sedan 1997 och Vinter i P1 sedan nystarten 2008.
2009 tilldelades Rödöö Sveriges mest prestigefyllda pris för journalister; Lukas Bonniers Stora Journalistpris, med motiveringen ”För att hon ständigt ger oss något att prata om, sommar som vinter”. 
Bibi Rödöö var tidigare ordförande i Public Service-klubben, en förening inom SVT, SR och UR som anordnade debatter och delade ut Ikarospriset till program inom bolagen.

## Radioproduktioner

### Sommar i P1
Bibi Rödöö är programchef för Sommar i P1 och Vinter i P1 i Sveriges Radio. Hon är den person som innehaft chefskapet längst sedan programmets premiär 1959. Dåvarande P1-chefen Ewonne Winblad gav Rödöö uppdraget 1996 inför 1997 års upplaga och hon har sedan dess varit ansvarig för Sommarprogrammen som under åren stigit i popularitet. Rödöö programleder varje år i början av juni ett radio och tv-program, då årets 58 Sommarvärdar presenteras.  
2005 publicerade Rödöö för första gången Sommarprogrammen digitalt med förkortad musik, vilket innebar premiären för Sveriges första och nu största podd. I samband med Sommars 50- års jubileum 2009 lanserade Rödöö ett öppet arkiv med tidigare Sommarprogram som digitaliserats. 

### Vinter i P1
2008 startade Bibi Rödöö Vinter i P1, vinterns motsvarighet till Sommarprogrammen. Rödöö presenterar de åtta Vintervärdarna i en sändning i P1 i början av december.

### Sommarpratarna i SVT
I samband med Sommars 50-årsjubileum 2009 initierade Rödöö ett samarbete med SVT med serien Sommarpratarna, som sändes i SVT 2009 - 2015. Tidigare Sommarvärdar träffades och talade med varandra under en middag i olika skärgårdsmiljöer.

### På Minuten
Mellan 2003 och 2011 var Bibi Rödöö producent och överdomare i radioklassikern På minuten med Ingvar Storm som programledare tillsammans med en ordinarie panel bestående av Pia Johansson, Kajsa Ingemarsson, Hans Rosenfeldt och Fredrik Lindström.